# 주규창
주규창(朱奎昌, 1928년 11월 25일 ~ 2018년 9월 3일)는 조선민주주의인민공화국의 정치인이다. 당중앙위원회 기계공업부장으로 있으며, 조선로동당 중앙위원회 정치국 후보 위원 겸 국방위원회 위원을 지냈다.

## 경력
1928년 일제강점기에 함경남도 함주군에서 태어났다. 1950년 3월 군에 입대하였으며, 대학에서 기계공학을 전공했다. 국방과학원 부원장, 제1부원장, 원장을 거쳐 당중앙위원회 부부장과 제2경제위원회 위원장, 제2자연과학원 원장, 당중앙위원회 제1부부장을 지냈다. 그리고 2010년 9월부터 당중앙위원회 기계공업부장으로 있다.
2010년 9월에 열린 조선로동당 대표회의에서 당중앙위원회 정치국 후보위원에 선임되었다.